# Duin-struisgras-associatie
De duin-struisgras-associatie (Festuco-Galietum veri) is een associatie uit het verbond van gewoon struisgras (Plantagini-Festucion). De associatie is typisch voor zeer oude, (bijna) volledig ontkalkte en verzuurde binnenduinen van de kuststreek. Ze komt echter ook nog voor op duinen in het binnenland.
Deze plantengemeenschap is meestal weinig soorten- en bloemenrijk. Ze bestaat vooral uit grassen, zoals het algemeen voorkomende struisgras en grasachtige planten, aangevuld met enkele overblijvende kruiden als het geel walstro en kleine klaversoorten als het hazenpootje en de onderaardse klaver.

## Naamgeving en codering
| Festuco filiformis-Galietum veri (Onno 1933) Br.-Bl. 1936 |

- Syntaxoncode voor Nederland (rVvN): r14Bb02
- Natura2000-habitattypecode (EU-code): H2130_had
- BWK-karteringscode: had

De wetenschappelijke naam Festuco-Galietum veri is afgeleid van de botanische namen van fijn schapengras (Festuca ovina subsp. tenuifolia, synoniem: Festuca filiformis) en van de klasse-kensoort geel walstro (Galium verum).

## Fysiognomie
De duin-struisgras-associatie wordt gekenmerkt door een lage vegetatie zonder boom- en struiklaag. De kruidlaag is min of meer gesloten, grazig, meestal weinig soorten- en bloemenrijk.
De moslaag is al dan niet goed ontwikkeld, met overwegend bladmossen.

## Ecologie
Deze plantengemeenschap is gebonden aan vastgelegd duinzand dat bijna volledig ontkalkt is, en de bodem ten gevolge daarvan verzuurd. Deze zijn vooral te vinden op ontkalkte, uitgeloogde binnenduinen, maar kunnen ook in het binnenland op landduinen worden aangetroffen.
Vaak zijn dit duinen die grenzen aan de polders, en die reeds eeuwenlang in gebruik zijn als weidegronden.

## Subassociaties in Nederland en Vlaanderen
In Nederland en Vlaanderen komen van de duin-struisgras-associatie twee subassociaties voor.

### Typische subassociatie
De typische subassociatie (Festuco-Galietum typicum) heeft geen specifieke kensoorten en bevat voornamelijk grassen en grasachtige planten op volledig ontkalkte, oude zeeduinen op de overgang naar de polders. In Nederland (conform de rVvN) gebruikt men voor deze subassociatie de syntaxoncode r34Aa05a.

### Subassociatie met klavers
De subassociatie met klavers (Festuco-Galietum trifolietosum) is typerend voor binnenlandse duinen met iets kalkrijkere bodem, en wordt gekenmerkt door de aanwezigheid van verscheidene kleine klavers als onderaardse klaver, ruwe klaver, kleine rupsklaver, vogelpootklaver en gestreepte klaver. De syntaxoncode voor Nederland is r14Bb02b.

## Verspreiding
De duin-struisgras-associatie komt voor langs de kusten van de Noordzee van Noord-Duitsland tot Noord-Frankrijk. Vergelijkbare vegetatie vindt men ook langs de Oostzee.
In Nederland ligt het zwaartepunt in de duinen van het Waddengebied, in de oude binnenduinen en langs de kusten van de voormalige Zuiderzee.
In Vlaanderen vindt men de duin-struisgras-associatie verspreid langs de overgang van de binnenduinen en de polders. De subassociatie trifolietosum vindt men slechts op enkele plaatsen in West-Vlaanderen en in Limburg.

## Diagnostische taxa voor Nederland en Vlaanderen

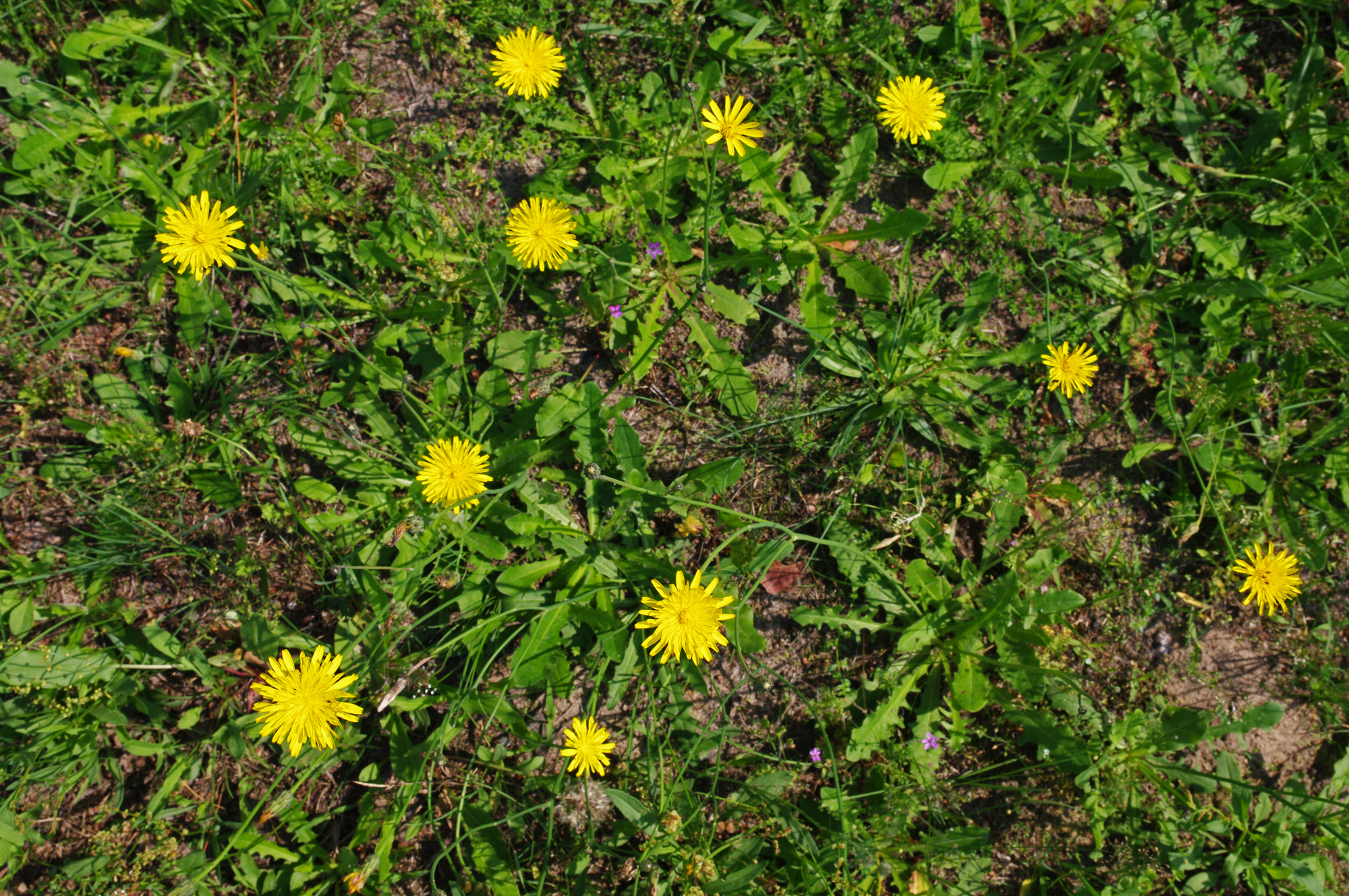
Gewoon biggenkruid

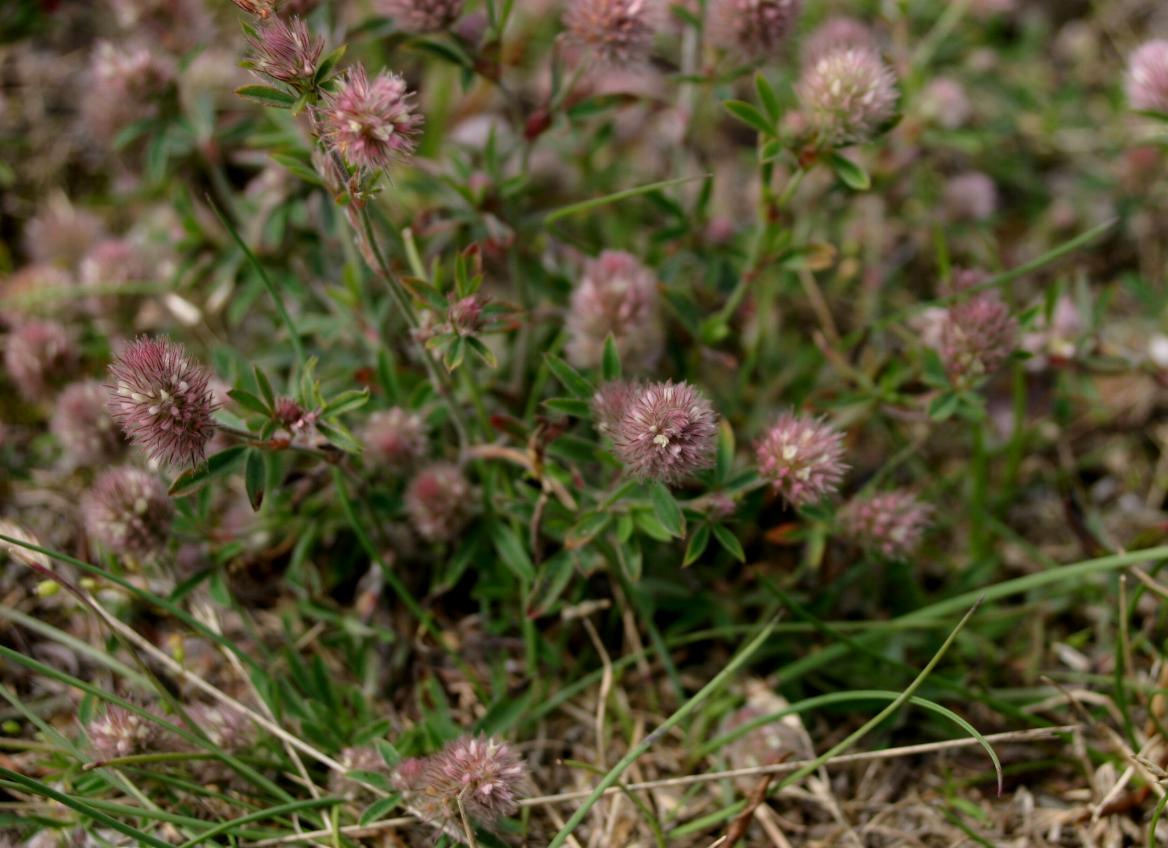
Hazenpootje

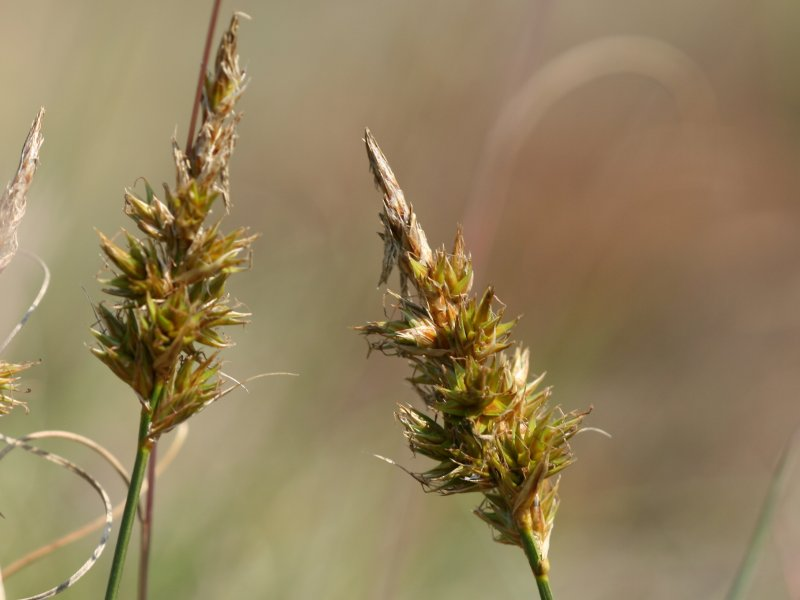
Zandzegge

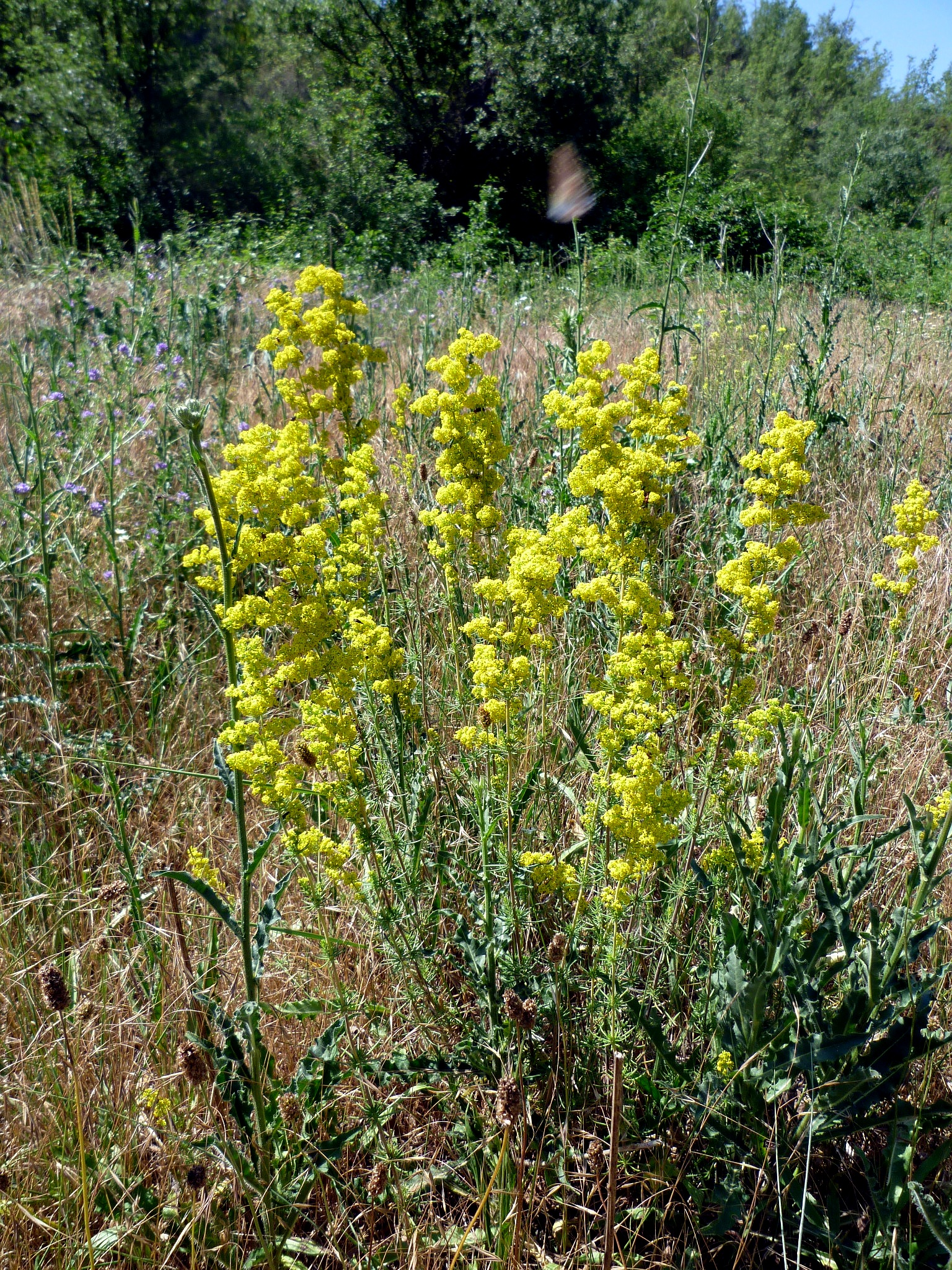
Geel walstro

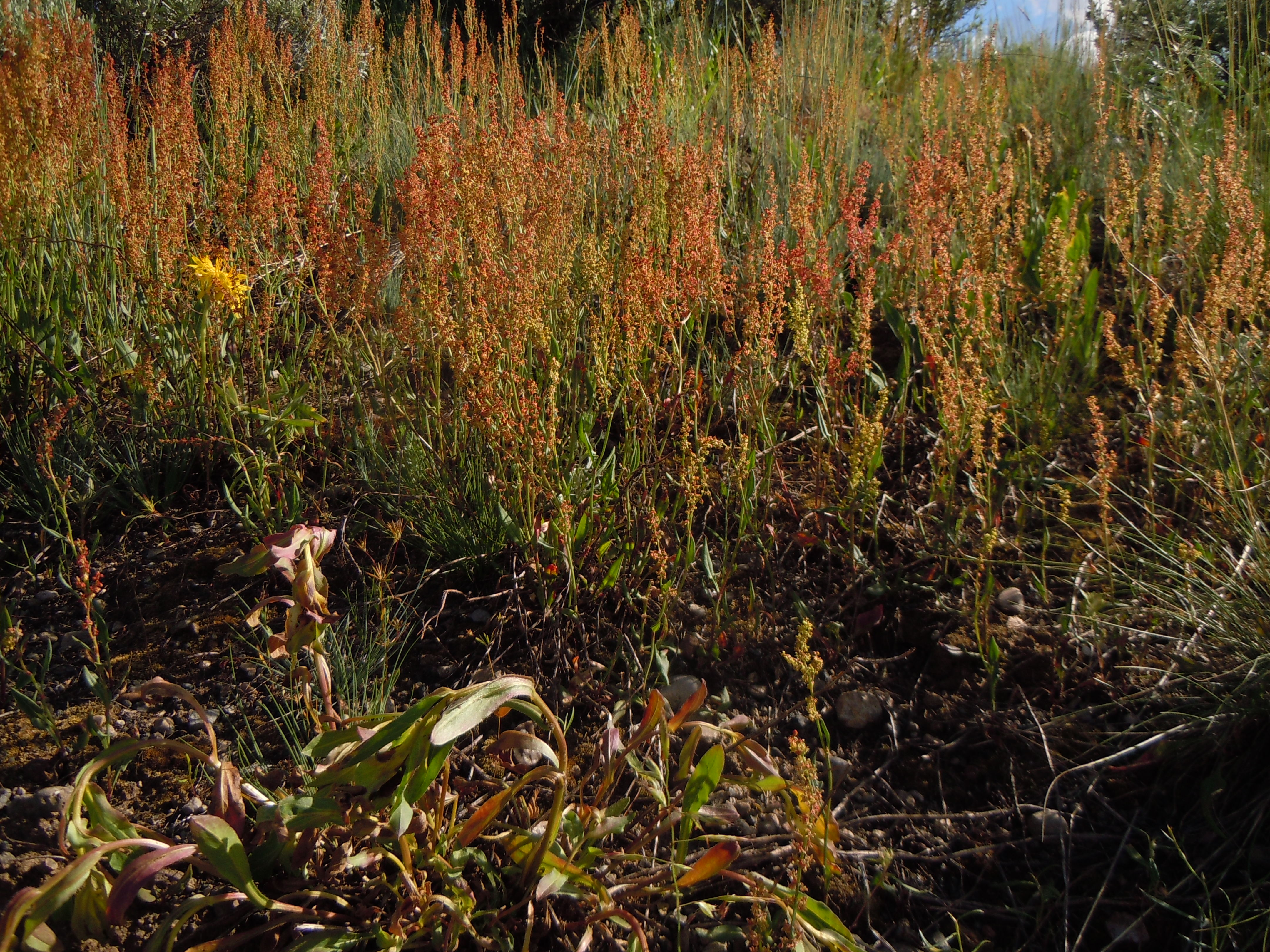
Schapenzuring

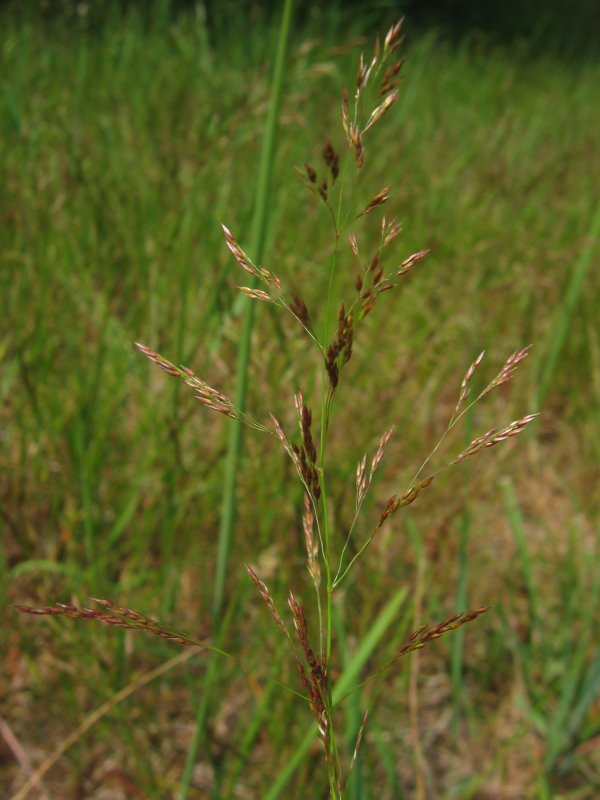
Gewoon struisgras

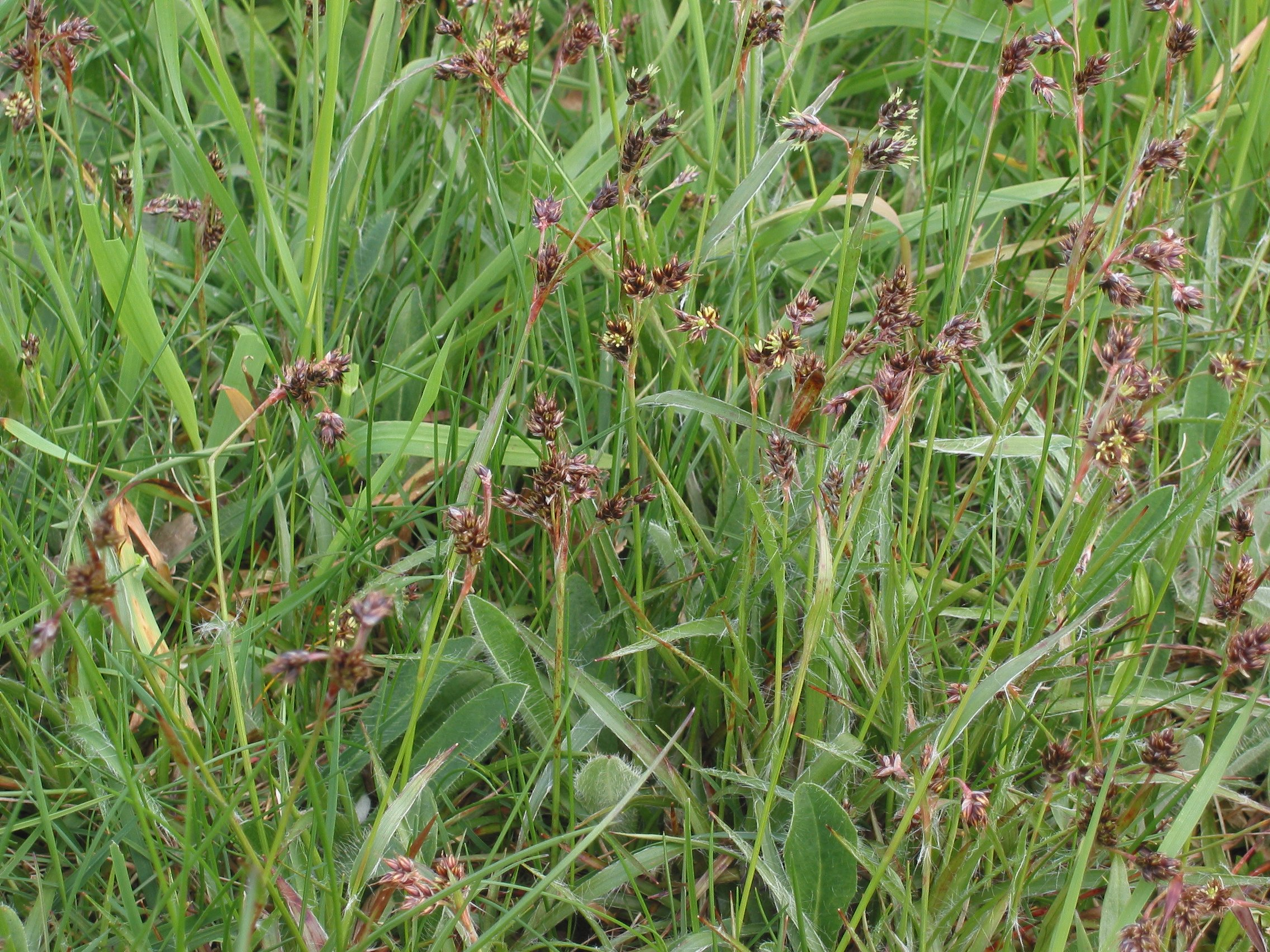
Gewone veldbies

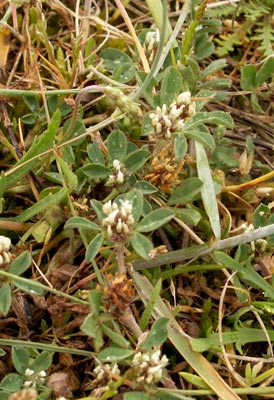
Ruwe klaver

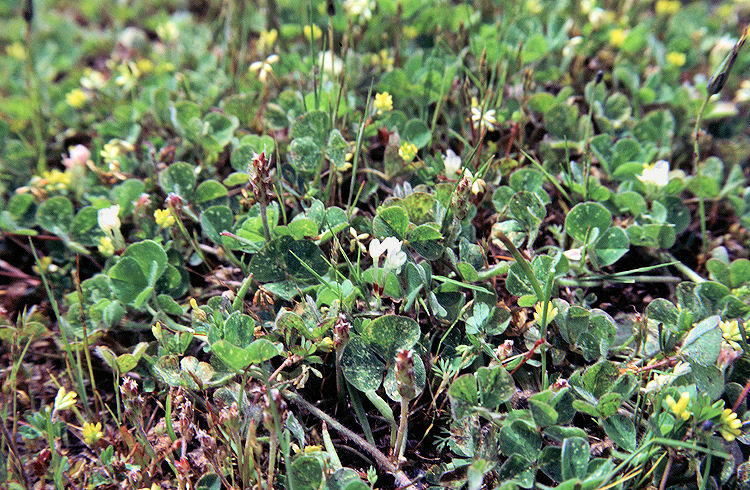
Onderaardse klaver

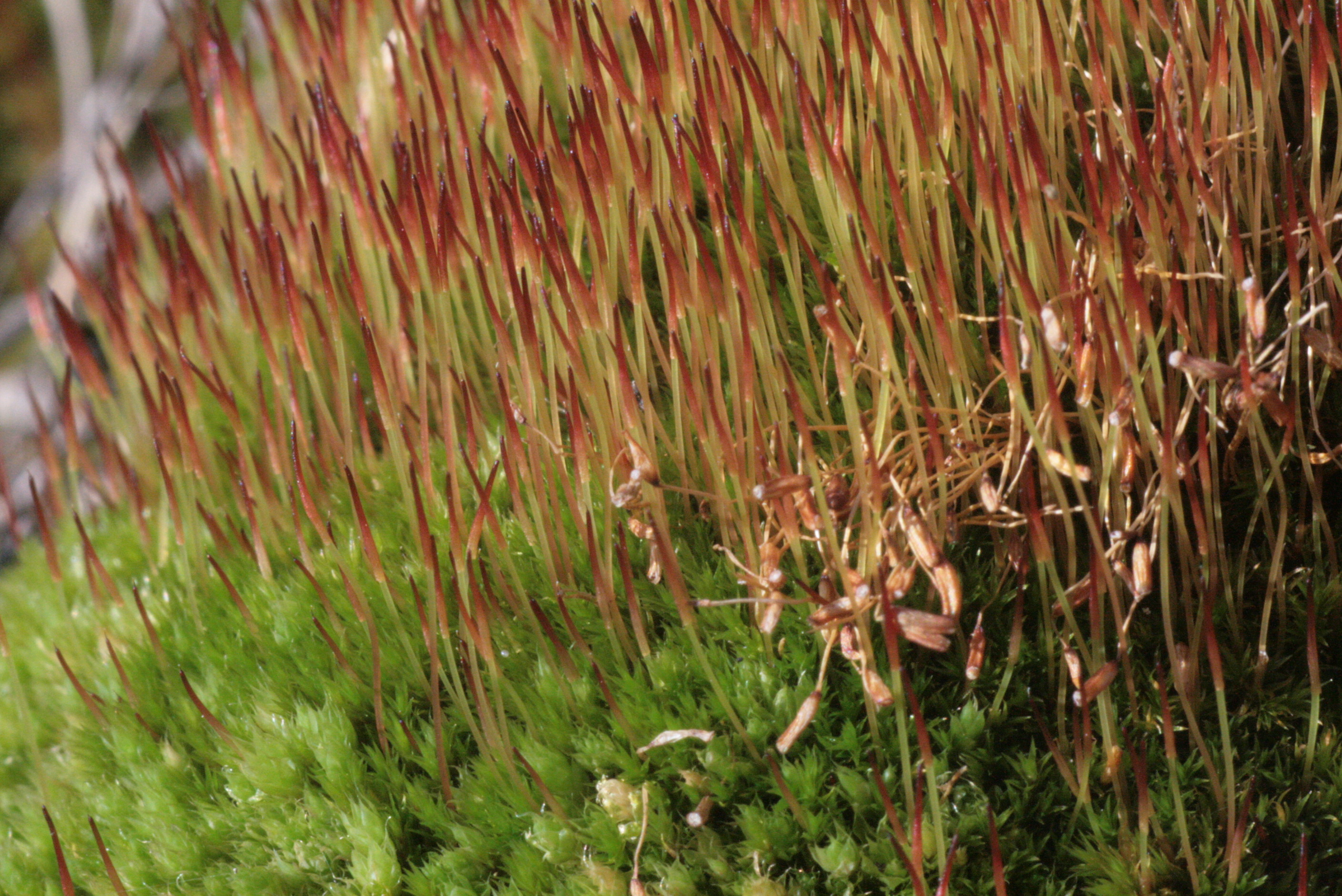
Gewoon purpersteeltje

Deze typische vorm van deze associatie heeft geen eigen kenmerkende 'soorten', maar in Vlaanderen wordt Agrostis capillaris forma pinifolia als zodanig beschouwd. Deze dwergvorm van het gewoon struisgras wordt slechts 5 cm hoog en wordt enkel in dergelijke vegetatie gevonden.
Verder zijn vooral grassen (de 'gewone' vorm van gewoon struisgras, veldbeemdgras, gewoon reukgras en rood zwenkgras) en grasachtige planten (zandzegge, gewone veldbies) kenmerkend voor deze gemeenschap, aangevuld met kruiden als schapenzuring, geel walstro, gewoon biggenkruid en smalle weegbree.
De subassociatie met klavers heeft daarentegen wel een kensoort, onderaardse klaver, en een aantal soorten die als differentiërend kunnen worden beschouwd, zoals ruwe klaver, kleine rupsklaver, vogelpootklaver en gestreepte klaver.
In de moslaag treft men een aantal bladmossen als het gewoon klauwtjesmos, gewoon purpersteeltje en gewoon gaffeltandmos.
Kruidlaag
| Kentaxon | Diff.soort | Presentie | Triviale naam      | Botanische naam                  | Opmerking                 |
| -------- | ---------- | --------- | ------------------ | -------------------------------- | ------------------------- |
| kA       |            |           | gewoon struisgras  | Agrostis capillaris f. pinifolia | dwergvorm                 |
| kA       |            |           | onderaardse klaver | Trifolium subterraneum           | subassociatie met klavers |
| kO       |            | > 70%     | gewoon biggenkruid | Hypochaeris radicata             |                           |
| kO       |            | > 20%     | hazenpootje        | Trifolium arvense                |                           |
| kO       |            | > 10%     | liggende klaver    | Trifolium campestre              |                           |
| kO       |            | < 10%     | klein timoteegras  | Phleum pratense subsp. serotinum |                           |
| kO       |            | < 10%     | viltganzerik       | Potentilla argentea              |                           |
| kK       |            | > 70%     | zandzegge          | Carex arenaria                   |                           |
| kK       |            | > 70%     | geel walstro       | Galium verum                     |                           |
| kK       |            | > 30%     | vroege haver       | Aira praecox                     |                           |
| kK       |            | > 30%     | zandhoornbloem     | Cerastium semidecandrum          |                           |
| kK       |            | > 20%     | kleine leeuwentand | Leontodon saxatilis              |                           |
|          |            | > 70%     | gewoon struisgras  | Agrostis capillaris              |                           |
|          |            | > 70%     | schapenzuring      | Rumex acetosella                 |                           |
|          |            | > 60%     | gewone veldbies    | Luzula campestris                |                           |
|          |            | > 50%     | veldbeemdgras      | Poa pratensis                    |                           |
|          |            | > 50%     | smalle weegbree    | Plantago lanceolata              |                           |
|          |            | > 30%     | duizendblad        | Achillea millefolium             |                           |
|          |            | > 30%     | gewoon reukgras    | Anthoxanthum odoratum            |                           |
|          |            | > 30%     | muizenoor          | Pilosella officinarum            |                           |
|          |            | > 30%     | rood zwenkgras     | Festuca rubra                    |                           |
|          |            |           | fijn schapengras   | Festuca ovina subsp. tenuifolia  |                           |
|          |            |           | ruwe klaver        | Trifolium scabrum                | subassociatie met klavers |
|          |            |           | kleine rupsklaver  | Medicago minima                  | subassociatie met klavers |
|          |            |           | vogelpootklaver    | Trifolium ornithopodioides       | subassociatie met klavers |
|          |            |           | gestreepte klaver  | Trifolium striatum               | subassociatie met klavers |

Moslaag
| Kentaxon | Diff.soort | Presentie | Triviale naam         | Botanische naam       |
| -------- | ---------- | --------- | --------------------- | --------------------- |
| kK       |            | > 40%     | gewoon klauwtjesmos   | Hypnum cupressiforme  |
| kK       |            | > 20%     | gewoon purpersteeltje | Ceratodon purpureus   |
| kK       |            | < 10%     | grijze bisschopsmuts  | Racomitrium canescens |
| kK       |            | < 10%     | klein leermos         | Peltigera rufescens   |
|          |            | > 40%     | gewoon gaffeltandmos  | Dicranum scoparium    |

## Biologische Waarderingskaart
In de Biologische Waarderingskaart (BWK) van Vlaanderen en het Brussels Hoofdstedelijk Gewest is deze associatie samen met de duin-buntgras-associatie en de duin-paardenbloem-associatie opgenomen als droog duingrasland van kalkarme milieus (had).
Dit vegetatietype staan alle gewaardeerd als 'Biologisch zeer waardevol'.